# Hopkins Park (Illinois)
Pour les articles homonymes, voir Hopkins Park.
Hopkins Park est un village du comté de Kankakee dans l'Illinois, aux États-Unis,. Situé au sud-est du comté, il est incorporé le 3 décembre 1970.

## Démographie
Lors du recensement de 2010, le village comptait une population de 603 habitants. Elle est estimée, en 2016, à 596 habitants.

## Source de la traduction
- (en) Cet article est partiellement ou en totalité issu de l’article de Wikipédia en anglais intitulé « Hopkins Park, Illinois » (voir la liste des auteurs).